# 커버걸

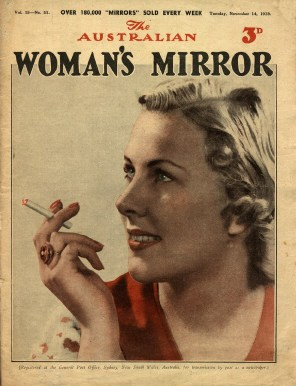
커버걸이 등장하는 오스트레일리아의 잡지

커버걸(Cover girl)은 잡지 표지에 사진이 사용되는 여성을 말한다. 그녀는 모델, 연예인 또는 연예인일 수 있다. 이 용어는 일반적으로 잡지 표지에 캐주얼하게 등장하는 사람을 묘사하는 데 사용되지 않는다. 이 용어는 약 1899년에 영어로 처음 등장했다. 러시아계 미국인 영화 제작자 볼데마르 베틀루긴은 잡지 표지에서 표지 소녀의 사용이 대중화된 것으로 알려져 있다. 커버 보이라는 용어는 때때로 남성에게 사용되기도 한다.